# Onthophagus spinifex
Onthophagus spinifex es una especie de insecto del género Onthophagus, familia Scarabaeidae, orden Coleoptera.
Fue descrita científicamente por Fabricius en 1781.